# Saturnia laeta
Saturnia laeta är en fjärilsart som beskrevs av Lenz 1925. Saturnia laeta ingår i släktet Saturnia och familjen påfågelsspinnare. Inga underarter finns listade.